# آلما (شهرستان نوکند)
آلما (به لاتین: Alma) یک روستا در قرقیزستان است که در شهرستان نوکند واقع شده‌است. آلما ۲٬۳۰۹ نفر جمعیت دارد.